# Athletic Club de Bilbao (femení)
El Athletic Club de Bilbao femení és la secció femenina de l'Athletic Club. Va néixer al 2002 quan l'Athletic va absorbir el Leioa EFT, L'equip femení, igual que el masculí, només juga amb jugadores nascudes o formades al País Basc. Compte amb dos equips filials, el femení B i el C.3, i habitualment juga els seus partits com a local a les Instal·lacions de Lezama, i puntualment juga partits a l'Estadi de San Mamés, a Bilbao.
L'equip va guanyar la Lliga en la seva primera participació en la competició. Aquest títol va ser seguit per les lligues 2003–04, 2004–05 i 2006–07, i el 2016 van guanyar la seva cinquena Lliga, nou anys després. A la Copa de la Reina han estat subcampiones en 2012 i 2014, i a la Lliga de Campions van arribar al 2005 als vuitens de final, han guanyat en nou ocasions la Copa del País Basc de futbol femenina (2011, 2013, 2014, 2015, 2016, 2017, 2018, 2021, 2023), i el 2020 van guanyar el Trofeu Ramón de Carranza.
Erika Vázquez Morales és la futbolista amb més partits jugats en l'Athletic Club, i la segona golejadora, amb 264 gols, per darrere de Zarra.

## Palmarès
- Lliga espanyola femenina (5) : 2002-03, 2003-04, 2004-05, 2006-07, 2015-16
- Copa del País Basc femenina (9) : 2011, 2013, 2014, 2015, 2016, 2017, 2018, 2021, 2023